# Puy-Sanières
Puy-Sanières est une commune française située dans le département des Hautes-Alpes, en région Provence-Alpes-Côte d'Azur.

## Géographie
La commune de Puy-Sanières est accrochée au flanc sud du mont Guillaume (2 552 m), à l'extrême sud du massif des Écrins. Elle a la forme d'un triangle dont la pointe est presque au sommet de la montagne, et la base plonge dans le lac de Serre-Ponçon en face de Crots et du cône de déjection du torrent de Boscodon. Elle est limitée à l'ouest par sa commune jumelle de Puy-Saint-Eusèbe, et à l'est par celle d'Embrun. Son orientation vers le sud lui donne un bon ensoleillement, mais ne la protège pas des vents d'ouest ou de sud porteurs de pluie.
Le village traditionnel est formé d'un chapelet de petits hameaux situés sur un large replat entre 1100 et 1 200 mètres d'altitude : les Bouteils, les Vignets, les Truchets, les Sauvasses, le Serre, les Blancs. Plus bas, au lieudit le Pibou, des lotissements sont en cours de développement.

### Climat
Pour des articles plus généraux, voir Climat de Provence-Alpes-Côte d'Azur et Climat des Hautes-Alpes.
En 2010, le climat de la commune est de type climat des marges montargnardes, selon une étude du Centre national de la recherche scientifique s'appuyant sur une série de données couvrant la période 1971-2000. En 2020, Météo-France publie une typologie des climats de la France métropolitaine dans laquelle la commune est exposée à un climat de montagne ou de marges de montagne et est dans la région climatique Alpes du sud, caractérisée par une pluviométrie annuelle de 850 à 1 000 mm, minimale en été.
Pour la période 1971-2000, la température annuelle moyenne est de 8,3 °C, avec une amplitude thermique annuelle de 17,1 °C. Le cumul annuel moyen de précipitations est de 1 083 mm, avec 7,9 jours de précipitations en janvier et 6 jours en juillet. Pour la période 1991-2020, la température moyenne annuelle observée sur la station météorologique de Météo-France la plus proche, « Embrun », sur la commune d'Embrun à 5 km à vol d'oiseau, est de 11,1 °C et le cumul annuel moyen de précipitations est de 732,6 mm. 
La température maximale relevée sur cette station est de 38,4 °C, atteinte le 28 juin 2019 ; la température minimale est de −19,1 °C, atteinte le 9 janvier 1985,,.
Les paramètres climatiques de la commune ont été estimés pour le milieu du siècle (2041-2070) selon différents scénarios d'émission de gaz à effet de serre à partir des nouvelles projections climatiques de référence DRIAS-2020. Ils sont consultables sur un site dédié publié par Météo-France en novembre 2022.

## Urbanisme

### Typologie
Au 1er janvier 2024, Puy-Sanières est catégorisée commune rurale à habitat dispersé, selon la nouvelle grille communale de densité à 7 niveaux définie par l'Insee en 2022.
Elle est située hors unité urbaine. Par ailleurs la commune fait partie de l'aire d'attraction d'Embrun, dont elle est une commune de la couronne,. Cette aire, qui regroupe 12 communes, est catégorisée dans les aires de moins de 50 000 habitants,.
La commune, bordée par un plan d’eau intérieur d’une superficie supérieure à 1 000 hectares, le lac de Serre-Ponçon, est également une commune littorale au sens de la loi du 3 janvier 1986, dite loi littoral. Des dispositions spécifiques d’urbanisme s’y appliquent dès lors afin de préserver les espaces naturels, les sites, les paysages et l’équilibre écologique du littoral, tel le principe d'inconstructibilité, en dehors des espaces urbanisés, sur la bande littorale des 100 mètres, ou plus si le plan local d’urbanisme le prévoit.

### Occupation des sols
L'occupation des sols de la commune, telle qu'elle ressort de la base de données européenne d’occupation biophysique des sols Corine Land Cover (CLC), est marquée par l'importance des forêts et milieux semi-naturels (79,7 % en 2018), en augmentation par rapport à 1990 (76,1 %). La répartition détaillée en 2018 est la suivante : 
forêts (40,4 %), milieux à végétation arbustive et/ou herbacée (31 %), zones agricoles hétérogènes (15,5 %), espaces ouverts, sans ou avec peu de végétation (8,3 %), eaux continentales (4,8 %).
L'évolution de l’occupation des sols de la commune et de ses infrastructures peut être observée sur les différentes représentations cartographiques du territoire : la carte de Cassini (XVIIIe siècle), la carte d'état-major (1820-1866) et les cartes ou photos aériennes de l'IGN pour la période actuelle (1950 à aujourd'hui).

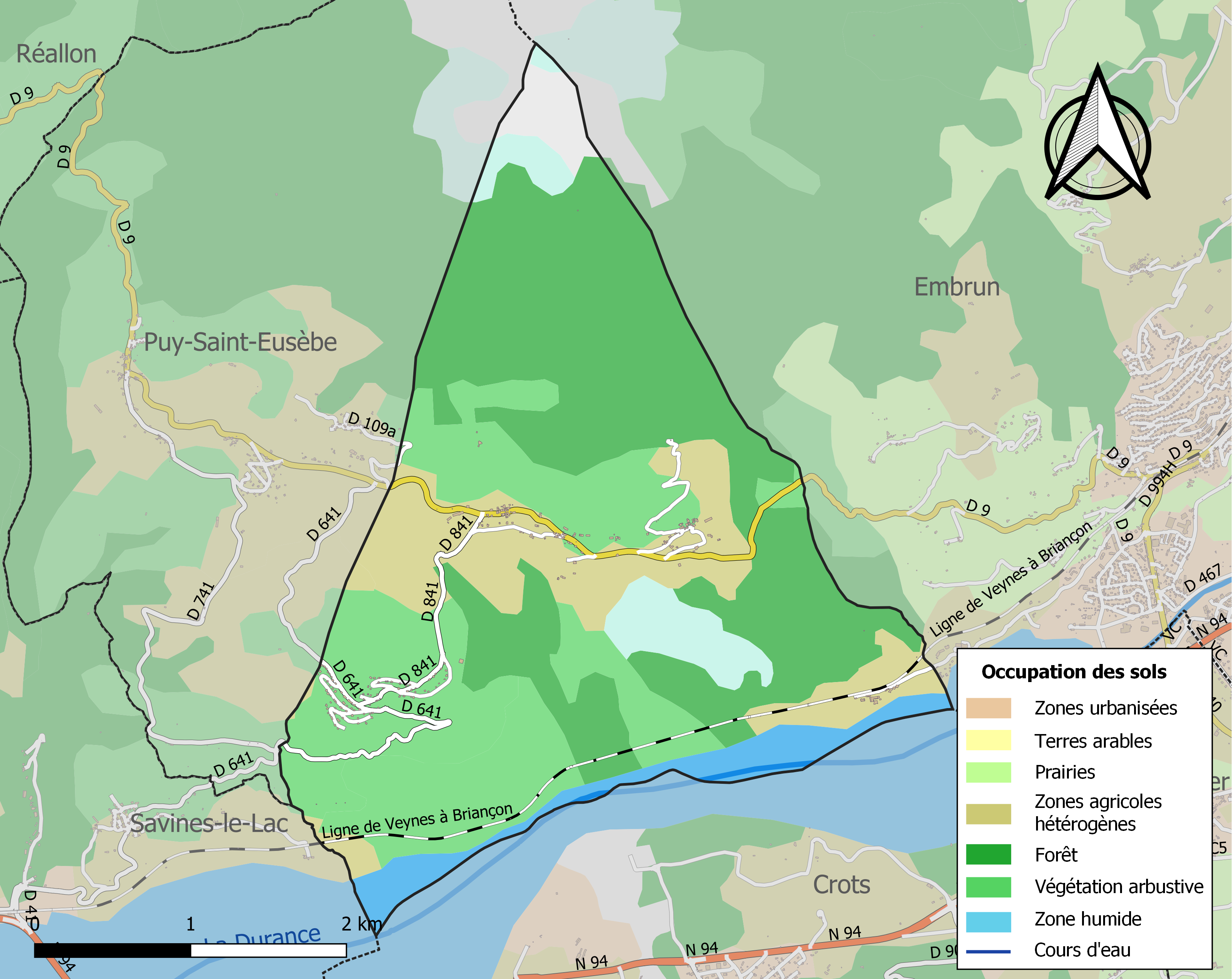
Carte de l'occupation des sols de la commune en 2018 (CLC).

## Toponymie
Attestée sous la forme Podium sagnerarium en 1297.
Podium est un nom latin signifiant « emplacement élevé », ce qui correspond assez bien à la situation du village. Les toponymes sagne et sagnère, nombreux dans la région, désignent des zones humides. Sanhièras est toujours usité en provençal haut-alpin et signifie, il est ici au pluriel, des « lieux couverts de plantes marécageuses ».
La francisation de Podium en Puy est avérée au XVIe siècle.
Puei Sanhièras, en provençal haut-alpin, est donc le « mont entouré de zones marécageuses ».

## Histoire
Le lieu, connu comme Podium Sagnerarium à la fin du XIIIe siècle, constituait à lui seul un mandement, appartenant aux mêmes seigneurs que celui de Savines dont il était contigu.
En 1420, une crue du torrent a entièrement emporté le village de La Villette.

## Politique et administration

### Liste des maires
| Période                                  | Période  | Identité       | Étiquette | Qualité                                                                   |
| ---------------------------------------- | -------- | -------------- | --------- | ------------------------------------------------------------------------- |
| Les données manquantes sont à compléter. |          |                |           |                                                                           |
| avant 1981                               | ?        | Gabriel Lagier | PCF       |                                                                           |
| mars 2001                                | mai 2020 | Valérie Rossi  | PRG       | Permanente politique Conseillère départementale Conseillère communautaire |
| mai 2020                                 | En cours | Bruno Paris    |           | Cadre du secteur privé                                                    |

### Intercommunalité
Puy-Sanières fait partie : 
- jusqu'en 2016, de la communauté de communes du Savinois-Serre-Ponçon ;
- à partir du 1er janvier 2017, de la communauté de communes de Serre-Ponçon[23].

## Démographie
L'évolution du nombre d'habitants est connue à travers les recensements de la population effectués dans la commune depuis 1793. Pour les communes de moins de 10 000 habitants, une enquête de recensement portant sur toute la population est réalisée tous les cinq ans, les populations de référence des années intermédiaires étant quant à elles estimées par interpolation ou extrapolation. Pour la commune, le premier recensement exhaustif entrant dans le cadre du nouveau dispositif a été réalisé en 2007.

En 2022, la commune comptait 281 habitants, en évolution de +4,07 % par rapport à 2016 (Hautes-Alpes : +0,4 %, France hors Mayotte : +2,11 %).
| 1793 | 1800 | 1806 | 1821 | 1831 | 1836 | 1841 | 1846 | 1851 |
| ---- | ---- | ---- | ---- | ---- | ---- | ---- | ---- | ---- |
| 212  | 198  | 232  | 237  | 257  | 243  | 252  | 234  | 233  |

| 1856 | 1861 | 1866 | 1872 | 1876 | 1881 | 1886 | 1891 | 1896 |
| ---- | ---- | ---- | ---- | ---- | ---- | ---- | ---- | ---- |
| 249  | 258  | 260  | 243  | 238  | 291  | 241  | 220  | 204  |

| 1901 | 1906 | 1911 | 1921 | 1926 | 1931 | 1936 | 1946 | 1954 |
| ---- | ---- | ---- | ---- | ---- | ---- | ---- | ---- | ---- |
| 202  | 205  | 192  | 172  | 154  | 146  | 150  | 128  | 122  |

| 1962 | 1968 | 1975 | 1982 | 1990 | 1999 | 2006 | 2007 | 2012 |
| ---- | ---- | ---- | ---- | ---- | ---- | ---- | ---- | ---- |
| 114  | 78   | 66   | 31   | 106  | 155  | 204  | 211  | 231  |

| 2017 | 2022 | - | - | - | - | - | - | - |
| ---- | ---- | - | - | - | - | - | - | - |
| 283  | 281  | - | - | - | - | - | - | - |

## Culture locale et patrimoine

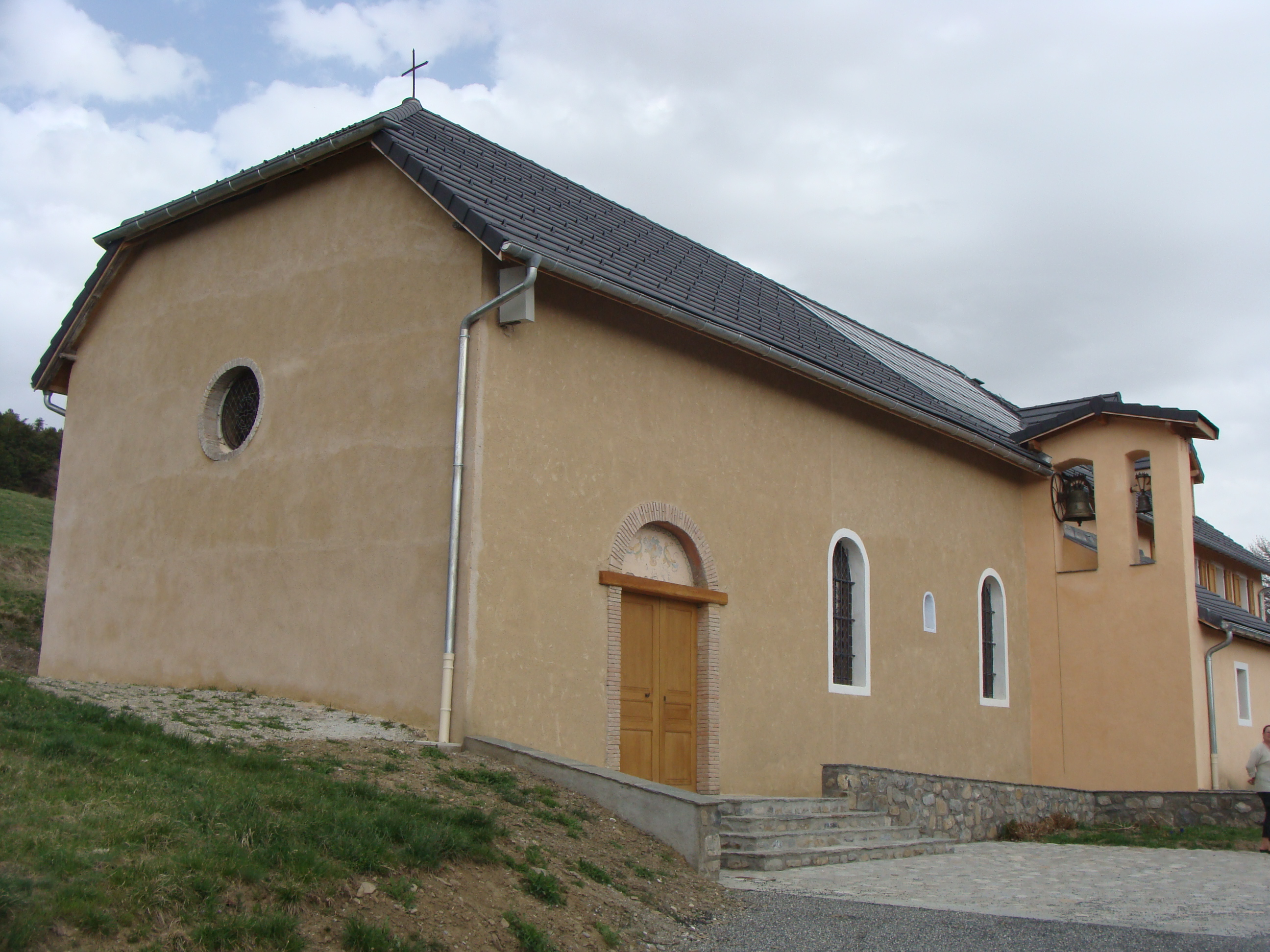
L'église de Puy-Sanières.

Four à pain du Serre

### Lieux et monuments
- L’église Saint-Pierre-aux-Liens date du début du XIXe siècle. Elle est décorée de peintures murales et d'un grand autel. Un cadran solaire orne la façade.
- La chapelle du Serre.

### Personnalités liées à la commune
- Valentin Duval (1995-2019), maréchal des logis, chevalier de la Légion d'honneur (le 2 décembre 2019, à titre posthume), mort en service au Mali, y est inhumé le 4 décembre 2019[28]. Son nom figure sur le monument aux morts pour la France en opérations extérieures.

### Héraldique
| Blason de Puy-Sanières | Blason  | D'argent au lion de gueules, au chef d'azur chargé de trois rencontres de vache d'or. |
| Blason de Puy-Sanières | Détails | Le statut officiel du blason reste à déterminer.                                      |